# Jessica Rosenthal
Jessica Rosenthal (Hamelín, 28 de octubre de 1992) es una política alemana, presidenta federal de las juventudes del Partido Socialdemócrata de Alemania, los Jusos, y desde el 26 de octubre de 2021 diputada del Bundestag.

## Biografía
Jessica Rosenthal creció en el municipio de Bad Münder en Hamelín. En 2011 hizo su Abitur en el Otto-Hahn-Gymnasium.
De 2012 a 2018 estudió para profesora de alemán, historia y ciencias de la educación en la Universidad de Bonn.
Jessica Rosenthal se unió al Partido Socialdemócrata de Alemania (SPD) en 2013. En 2014 se convirtió en directora gerente de las juventudes socialdemócratas, los Jusos, en Bonn. Un año después se convirtió en presidenta de los Jusos en Bonn. Ocupó este cargo hasta 2018. Desde 2018 hasta el 3 de octubre de 2020, fue presidenta de la asociación estatal de los Jusos de Renania del Norte-Westfalia. Desde marzo de 2020, se desempeña junto a Enrico Liedtke como copresidenta del SPD en Bonn.
El 8 de enero de 2021, Rosenthal sucedió a Kevin Kühnert como presidenta federal de los Jusos después de anunciar su candidatura el 6 de agosto de 2020. Rosenthal, la única candidata, recibió casi el 78 por ciento de los votos válidos emitidos.
El 13 de febrero de 2021, el SPD de Bonn la nominó como candidata directa en el distrito electoral de Bonn para las elecciones federales de 2021. Recibió el 25,1% de los votos y, por lo tanto, quedó justo debajo de Katrin Uhlig de Alianza 90/Los Verdes, que recibió 216 votos más. Rosenthal obtuvo de todas formas un escaño en el Bundestag a través de la lista estatal.